# 500.º Batallón de Paracaidistas SS

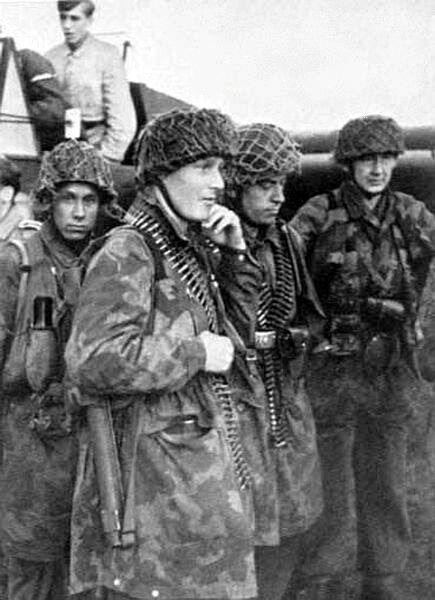
Soldados del batallón se preparan para la Operación Rösselsprung.

El 500.° Batallón de Paracaidistas SS (en alemán: SS-Fallschirmjägerbataillon 500) era la unidad de paracaídas de las Waffen-SS. La idea de formar una unidad de paracaidistas dentro de las Waffen-SS supuestamente provino directamente del Reichsführer-SS Heinrich Himmler.

## Creación
Adolf Hitler supuestamente tuvo la idea en septiembre de 1943, después de la Operación Roble (Eiche) que se lanzó el 12 de septiembre e incluyó una incursión aérea en Gran Sasso. La operación fue planeada por Kurt Student. Durante esta incursión, un grupo de paracaidistas alemanes liberó al depuesto dictador italiano Benito Mussolini. Otto Skorzeny participó en la incursión bajo el mando de Adolf Hitler. La operación incluyó un atrevido asalto con base militar en el hotel Campo Imperatore en Gran Sasso y logró rescatar a Mussolini, disparando un solo tiro.
Teniendo en cuenta que la nueva unidad de paracaidistas de las Waffen-SS tenía que ser empleada en acciones peligrosas detrás de las líneas enemigas, se decidió extender el alistamiento a aquellos en las unidades disciplinarias de las SS que estaban formadas por oficiales, suboficiales y soldados que habían violado la ley del ejército. Una orden de la SS-FHA (Alto Mando de las SS) fijó un porcentaje del 50% para la unidad proveniente de voluntarios de las unidades de las Waffen-SS, el resto de voluntarios de las unidades disciplinarias.
La reunión de personal para la nueva unidad se llevó a cabo en Chlum, Checoslovaquia, en octubre de 1943. El primer comandante del batallón fue el SS-Sturmbannführer Herbert Gilhofer, procedente del 21.º Regimiento SS-Panzergrenadier de la 10.ª División Panzer SS Frundsberg. En noviembre de 1943, el batallón comenzó su entrenamiento en el balneario Mataruška Banja, cerca de Kraljevo, Serbia, con la Luftwaffe Fallschirmschule número 3. El entrenamiento se completó en el área alrededor de Pápa, Hungría, a principios de 1944. El 19 de marzo de 1944, el 500.º Batallón de Paracaidistas SS participó en la ocupación alemana de Hungría, la Operación Margarethe.

## Séptima Ofensiva Antipartisana
Artículo principal: Operación Rösselsprung (1944)
El 500.º fue dirigido por el Hauptsturmführer Kurt Rybka durante su atrevido pero fallido asalto en paracaídas y planeador contra el cuartel general de Tito en las afueras de Drvar el 25 de mayo de 1944. La incursión se llamó Operación Rösselsprung (Gambito de Caballo). Dos compañías fueron lanzadas directamente sobre la supuesta ubicación de la sede de Tito, mientras que las otras dos aterrizaron en un planeador DFS 230.
La primera ola de paracaidistas, luego de un fuerte bombardeo de la Luftwaffe, aterrizó entre el área de la cueva (el escondite de Tito) y la ciudad de Drvar en campo abierto y muchos fueron abatidos a tiros por miembros del Batallón Escolta de Tito, una compañía de menos de 100 soldados. La segunda oleada de paracaidistas no alcanzó su objetivo por completo y aterrizó a unas pocas millas de la ciudad. Tito ya no estaba cuando los paracaidistas capturaron la cueva. Junto a la salida de la cueva, había un camino que conducía a una vía férrea donde Tito abordó un tren que lo llevó a un lugar seguro. Tito había sido advertido y eludido la captura mientras los partisanos yugoslavos numéricamente superiores ahuyentaban a los paracaidistas de las SS. Más de 800 de los 1.000 miembros del personal que participaron en la operación resultaron muertos o heridos.
Los supervivientes fueron enviados primero a Petrovac y luego a Liubliana, donde permanecieron hasta finales de junio. Luego fueron trasladados a Gotenhafen (Gdynia), Prusia Occidental, para participar en la ocupación planificada de las Islas Åland controladas por Finlandia en el Mar Báltico, pero esto fue cancelado. Luego fueron enviados a unirse al III SS Cuerpo Panzer (germánico) en Narva, pero se les ordenó volar a Kaunas, Lituania, el 9 de julio. Allí formaron un kampfgruppe con la División Großdeutschland para relevar a las fuerzas alemanas atrapadas en Vilna. Posteriormente, a menudo actuaron como "brigada de bomberos" del 3.er Ejército Panzer en su defensa de los Países bálticos. Para el 20 de agosto de 1944, tenían una fuerza de 90 hombres, pero permanecieron en combate durante los siguientes meses, ya que los alemanes estaban desesperados por encontrar todas y cada una de las tropas de combate para evitar las ofensivas soviéticas.
Los paracaidistas fueron finalmente relevados a fines de octubre y volaron a Deutsch-Wagram, Austria, donde fueron incorporados al SS-Fallschirmjägerbataillon 600 después de una semana de descanso.
El SS-Fallschirmjäger nunca luchó en Francia. A veces se afirma en las historias de la Resistencia francesa que los paracaidistas de las SS llevaron a cabo un asalto en paracaídas en julio de 1944 contra las fuerzas partisanas francesas en el macizo de Vercors en los Alpes occidentales, donde cientos de partisanos habían creado una fortaleza desde la que estaban organizando operaciones contra los ocupantes alemanes. Sin embargo, no eran de las Waffen-SS sino fuerzas especiales de la Luftwaffe de la secreta Kampfgeschwader 200. Estos comandos de paracaidistas entrenados del II./KG 200 siguen siendo un brazo poco conocido de las fuerzas de paracaidistas alemanas de la Segunda Guerra Mundial y fueron incluidos en el II./KG 200's ORBAT (Orden de batalla) como el 3.er Staffel.

## 600.º Batallón de Paracaidistas SS
Se puede decir que la segunda misión en Budapest, la Operación Panzerfaust, fue oficialmente la primera misión del 600.º, aunque el nuevo batallón no se reunió formalmente hasta el 9 de noviembre de 1944 en Neustrelitz, su ciudad de guarnición. A los soldados del 500.º que sobrevivieron el tiempo suficiente para ver la formación de 600.º también se les devolvió sus filas anteriores y el derecho a usar la runa sig el 9 de noviembre de 1944.
Dos compañías de la recién formada SS-Fallschirmjäger-Btl 600 fueron luego agregadas a la Panzerbrigade 150 de Otto Skorzeny en diciembre de 1944 para la ofensiva de las Ardenas. Fue la única ocasión en la que los paracaidistas de las SS se enfrentaron a los aliados occidentales hasta que, huyendo de los soviéticos, se rindieron a las fuerzas estadounidenses a principios de mayo de 1945. Después de las Ardenas, el número 600 luchó en el Frente del Óder en las cabezas de puente de Schwedt y Zehden.